# Distretto di Samakkhixay
Il distretto di Samakkhixay è uno dei cinque distretti (mueang) della provincia di Attapeu, nel Laos.  Ha come capoluogo la città di Samakkhixay.